# BOB VT 105 Integral

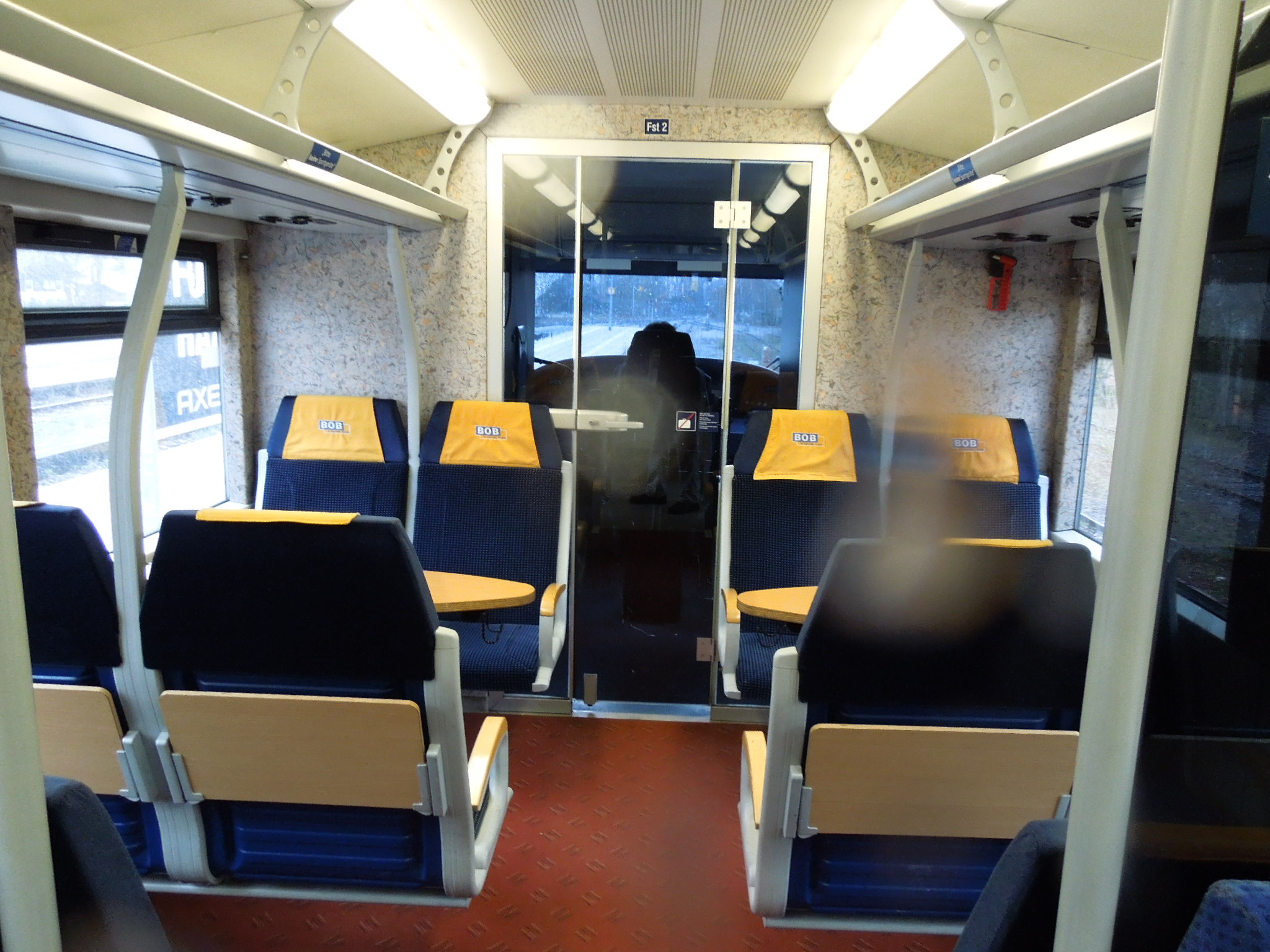
Első osztályú utastér

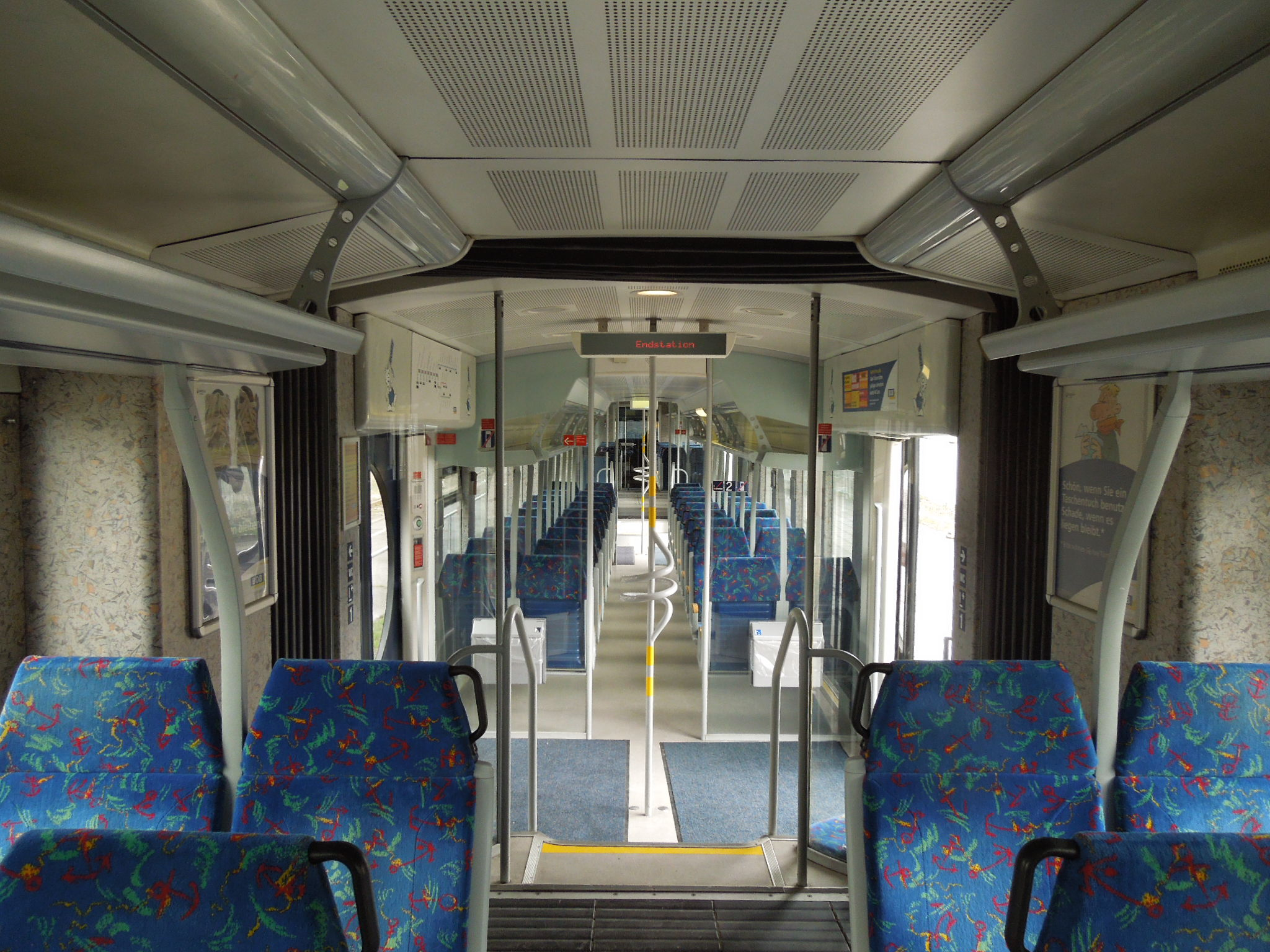
Másodosztályú utastér

A BOB VT 105 Integral egy A'A'1'1'1'A' tengelyelrendezésű dízel motorvonat sorozat. 1998-ban gyártotta a Integral Verkehrstechnik AG Jenbach. Összesen 17 motorvonat készült a Bayerische Oberlandbahn részére. A motorvonatok csatolva is üzemeltethetőek, egyszerre összesen négy egység képes együtt üzemelni. A sorozat kezdetben nem váltotta be a hozzá fűzött reményeket, megbízhatósága alacsony volt. De miután a hibákat kijavították, megbízhatóan üzemelnek, mely az utasszám folyamatos növekedésében is megmutatkozik. Maximális sebessége 140 km/h.
Érdekesség, hogy a motorvonatok München Hauptbahnhofról hármasával vagy négyesével összekapcsolva indultak, majd először Holzkirchen állomáson, később Schaftlach megállónál szétváltak és külön-külön jutottak el Bayrischzell, Tegernsee és Lenggries megállókig. Visszafelé az összekapcsolódás fordított sorrendben ismétlődött meg. Az össze- és szétkapcsolódás a Scharfenbergkupplung segítségével gyors és automatikus volt. A sorozat tagjai évente 60 ezerszer kapcsolódott szét majd újra össze.
A BOB összes motorvonatát 2020 júniusa és júliusa között kivonták a forgalomból, és új Alstom Coradia LINT motorvonatokra cserélték. A járműveket a Düsseldorf vonzáskörzetében működő Regiobahn vette át, és 2020 decembere óta ott közlekednek.

## Nevek
Több más német regionáli magánvasúthoz hasonlóan a BOB motorvonatok is saját neveket kaptak:
- VT101 München
- VT102 Agatharied
- VT103 Valley Darching
- VT104 Bayrischzell
- VT105 Reichersbeuern
- VT106 Hausham
- VT107 Bad Tölz
- VT108 Gaißach
- VT109 Gmund am Tegernsee
- VT110 Holzkirchen
- VT111 Tegernsee
- VT112 Miesbach
- VT113 Lenggries
- VT114 Fischbachau
- VT115 Schaftlach
- VT116 Schliersee
- VT117 Warngau, Kinderland-Zug